# Stictotarsus neomexicanus
Stictotarsus neomexicanus är en skalbaggsart som först beskrevs av Elwood C. Zimmerman och A. H. Smith 1975.  Stictotarsus neomexicanus ingår i släktet Stictotarsus och familjen dykare. Inga underarter finns listade i Catalogue of Life.